# Bruno Bettelheim
Bruno Bettelheim (Bécs, 1903. augusztus 28. – Silver Spring, Maryland, 1990. március 13.) osztrák származású amerikai gyermekpszichológus és író. Nemzetközi hírnevet szerzett a Sigmund Freuddal, a pszichoanalízissel és az érzelmi zavarokkal küzdő gyermekekkel foglalkozó munkái révén.

## Életútja szülőföldjén (1903–1939)
Egy jómódú zsidó család tagjaként született. Édesapja Anton Bettelheim fakereskedő, édesanyja Paula Seidler, férje üzlettársának húga.
Bettelheim különös lelkivilágára feltehetően nagymértékben hatottak az Ausztriában megélt családi események. Édesanyjához fűződő viszonya nem tisztázott, mivel többször ellentétes információkat prezentált az érdeklődőknek. Az viszont tény, hogy gyermekkorában a kis Brunot nem édesanyja nevelte, hanem a kor elit szokásaihoz híven szoptatódajkákra, szolgálólányokra és nevelőnőkre bízta. Mindezen információk mellett egyéb információkat és megosztott édesanyjáról, mint például, hogy meséket olvasott fel neki, ápolta őt.
Feltételezhetően ezek az ellentétesen közölt információk is hozzájárulhattak Bruno Bettelheim később kialakult belső konfliktusaihoz.
Tanulmányait 1914-ben, tizenegy éves korában kezdte el az Albertgasse Realschuléban. Ezt követően hét évig magas színvonalú keretek között tanult német, francia, angol nyelvet, matematikát és egyéb, a bécsi tanítómesterek által fontosnak tartott tudományt. Tanulmányai első évében egyike volt annak az öt diáknak, akiket az ötvennégy fős osztályból kiválónak minősítettek. 1921-ben fejezte be tanulmányait, többnyire kiváló eredményekkel, dicséretes magatartással. Érdekesség, hogy már igen korán megmutatkozott megfeszített munkára való hajlama, mivel amellett, hogy eredményei kiválóak voltak, egyetlen napot sem mulasztott tanulmányai során.
Kiskamasz korában Bettelheimet egy másik családi probléma nyomasztotta, mégpedig az, hogy édesapja betegsége (szifilisz) súlyosbodott és napvilágra került. Ez az esemény szintén mélyen érintette az akkortájt még fiatal Brunot, mivel látta: a betegség milyen nagymértékű rombolást végez édesapján és családján egyaránt. Amikor édesapja 1926-ban súlyos gerincvelő-sorvadásos bénulás következtében elhunyt, Bettelheim a tizedik szemesztert végezte a Bécsi Egyetem művészettörténeti kurzusán. Apja betegsége miatt 1921-ben kereskedelmi tanulmányokba kezdett a Franz-Klein-Gassén lévő Hochschule für Welthandel keretei között.

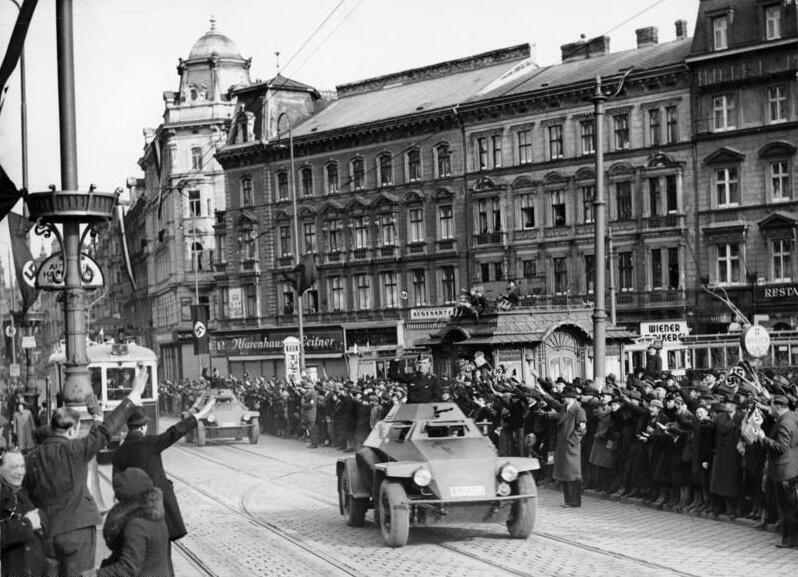
Anschluss, német csapatok bevonulása Bécsbe, 1938. március 12.

Fiatalon ismerkedett meg első feleségével Regina Altstadttal, akivel magukhoz fogadtak egy magába zárkózott törékeny lányt, Patricia Lyne-t, Patsyt. Első házassága problémákkal volt tele. Ebben az időszakban kezdett foglalkozni a pszichoanalízissel, miközben Ritchard Sterbához járt analitikus kezelésekre, szűnni nem akaró kisebbrendűségi érzései, depressziója, valamint házassága válsága miatt. 
Bettelheim 1936-ban újrakezdte tanulmányait a Bécsi Egyetemen. Kezdetben irodalmat, művészettörténetet, majd filozófiát tanult. Végül esztétikából kapott diplomát 1937. május 31-én. Disszertációjának címe „A természet szépsége és a modern esztétika problematikája” volt, mely Immanuel Kant filozófiájára épült. Ezen egyetemi évei alatt több kurzust hallgatott Karl Bühlertől, aki többek között a gyermekek szellemi fejlődéséről tartott előadásokat.
Ausztria náci megszállását (1938 tavasza) követően  koncentrációs táborba vitték, előbb Dachauba, majd Buchenwaldba. Ezt követően több nehézség árán végül 1939-ben az Amerikai Egyesült Államokba emigrált.

## Életútja Amerikában (1939–1990)

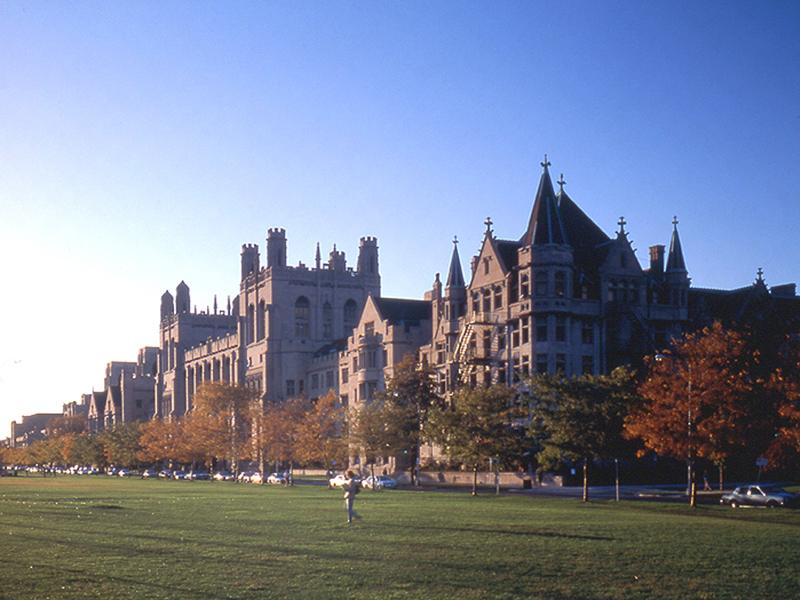
Chicagói Egyetem

Az Egyesült Államokban a Chicagói Egyetemen kezdte tudományos pályafutását 1939-ben. Ralph Winfred Tyler, a neveléstudományi szekció tanszékvezetője felfigyelt Bettelheim addigi munkásságára és felkérte, hogy térképezze fel: jól tanítják-e a középiskolákban a művészetet. Ezzel Bettelheim csatlakozott egy nyolc évig tartó kutatáshoz.
1941-ben az Amerikai Oktatási Bizottság felkérte Tylert, hogy vizsgálják felül az ország huszonkét főiskolájának oktatási minőségét. Tyler Bettelheimet ajánlotta a művészet oktatása feltérképezésének munkakörére, de Bettelheim a szintén Tyler által ajánlott Rockfordi Egyetem művészettörténeti tanszéki állását töltötte be. Ez év szeptemberétől kezdte el tartani előadásait az egyetemen. A következő évtől kezdve további két évig tanított a Rockfordi Egyetemen. Ekkoriban oktatóként Szókratész elve alapján tanított, így önálló gondolkodásra serkentette diákjait, akik nagyon kedvelték. A diákok tisztelete és szeretete több kollégájából irigységet váltott ki, minek következtében antiszemita környezetnek érezte akkori munkahelyét.
1942-ben második felesége, Trude életet adott első gyermeküknek. 1943-ban megjelent az Egyéni és tömegviselkedés szélsőséges helyzetekben c. írása a The Journal of Abnormal and Social Psychology szociálpszichológiai szakfolyóiratban. A műben az egykori fogságban töltött időkkel foglalkozott oly módon, hogy különböző személyiségtényezőket tárt fel, melyek a fogságban töltött helyzetek következtében alakultak ki. 1942-ben Ralph Tyler felkérte, hogy írjon jelentést az Ortogenikus Iskoláról.
1944. október 1-jén elfogadta Tyler javaslatát és az Ortogenikus Iskola igazgatója lett, mely olyan gyerekekkel foglalkozott, akiknek többek között általános érzelmi problémáik voltak: agresszívek, epilepsziások vagy értelmi fogyatékosok. Ezt a lehetőséget azért kapta Tylertől, mert Bettelheim több ízben is hangoztatta, hogy a Bécsben töltött idők alatt autista gyermekkel foglalkozott Patsy személyében. 1945-ben megszületett második gyermeke, Naomi Michele, majd 1952-ben harmadik, Erik Christopher.
1973-ban, három évtizedes munkásság után visszavonult az Ortogenikus Iskolától. E három évtizedben munkáját többen elfogadták és becsülték, viszont akadtak, akik nem érettek egyet Bettelheim nézeteivel, iskolájáról szóló könyveivel. Ennek következtében az analitikus körökben előfordult, hogy némelyek megvetéssel kezelték műveit. Bettelheim ennek ellenére tovább folytatta elméleteinek megalkotását.
1977-ben Nemzeti Könyvdíjat kapott A mese bűvölete című könyvéért. 1983-ban a Goethe Intézet Goethe emlékéremmel tüntette ki munkásságáért. Még ebben az évben önmagát alakítva szerepet játszott Woody Allen Zelig című ál-dokumentumfilmjében.
1984-ben Bettelheim elveszítette második feleségét, Trude Weinfeldet. Ennek hatására depressziója tovább súlyosbodott. Ebben az évben számos tiszteletbeli címet kapott munkásságért. E tiszteletbeli címeket Albany, New York Állam Egyeteme, Santa Carla Egyetem, a Tulane Egyetem valamint a Bard Főiskola adományozta. 1986-ban a BBC kétórás dokumentumfilmet sugárzott Bettelheimről.

### Halála
1990 elején Bettelheimnek már határozott elképzelései voltak az öngyilkosságról. 1990. március 12-én (pontosan ötvenkét esztendővel azután, hogy a nácik megszállták Ausztriát) gyógyszereket vett be, whiskyt ivott rájuk, ezt követően nejlonzacskót kötött a fejére. Holttestét másnap reggel találták meg a szobája előtti előcsarnokban.

## Elmélete
Bruno Bettelheimet korának legnagyobb gyermekpszichológusának tartották, aki Ortogenikus Iskolában töltött évei alatt tanulmányozta az autizmust, magatartászavarral, valamint szkizofréniában szenvedő gyerekeket. Elmondása szerint még első házasságában feleségével magukhoz fogadott Patsy által tudott behatóan megismerkedni az autizmussal.
Elmélete szerint az autizmus hátterében a gyermekek édesanyjuk általi elutasítása áll. A szkizofréniát úgy határozza meg, mint a szélsőséges helyzetekre való reagálást. Úgy véli, hogy a gyermekkori pszichózis a halálos szorongást okozó spontán fejlődési folyamatok következtében alakul ki. Szerinte a gyermekkori szkizofrénia oka a gyermek azon szubjektív érzése, hogy folyamatos jelleggel szélsőséges helyzetben élnek, ahol különböző fenyegetéseket élnek át.
Az újjászületés gondolata központi szerepet töltött be Bettelheim elméleteiben. E szerint az autista és a szkizofrén, agresszív gyerekek regressziója újjászületés utáni vágyukat tükrözi, s ezt ama remény táplálja, hogy így kedvezőbb körülmények között kezdhetik újra életüket.
Úgy véli, hogy ehhez a folyamathoz a gyerekeknek olyan gyógyító légkört kell biztosítani, melyben képesek szembesülni robbanékonyságuk valódi hatásával, ugyanakkor viszont képesek védelmet érezni viselkedésük önpusztító következményeitől. Ezt a folyamatot Bettelheim a biztonságos légkör kialakításában valósította meg. Abban, hogy ez az úgynevezett „terápiás miliő” eljusson az emberekhez, Emma Sylvester segítette.
A mesék világában is látott gyógyító lehetőséget. Szerinte a mesék minden esetben leegyszerűsítik a szituációkat, ezáltal az egzisztenciális dilemmákat egyértelműen, tömören foglalják magukba. Ezzel adnak lehetőséget arra, hogy a gyermek az adott mese „tanulságának”, problémakörének lényegével találkozzanak, hogy azok ne váljanak túl bonyolulttá számukra. Úgy véli, hogy a mesék mintául szolgálnak a gyermekek álmodozásaihoz, így ezzel együtt hatással vannak a gyermekek tudattalanjára. Ezzel lehetőséget teremtve arra, hogy a megmunkált tudattalan pozitív célokat szolgáljon és a személyiség egyik építőkövévé váljon.

## Személye körüli viták
Bruno Bettelheim szakmai hitelessége körül még életében több vita kerekedett. Saját elmondása szerint Bécsben tanult pszichoanalízist Richard Sterbától. A valóságban viszont a Bécsi pszichoanalitikus Intézet iratai között nem szerepel feljegyzés arra vonatkozóan, hogy Bettelheim valaha is kiképző analízisbe járt volna Sterbához vagy bárki máshoz, valamint, hogy akár egészen rövid ideig is pályázott volna a társaság tagságára.
Bettelheim elmondása szerint Patsy, akit első feleségével magukhoz fogadtak, majd akivel ő körültekintően foglalkozott, autista – ezt semmilyen pszichiátriai és egyéb dokumentum nem támasztja alá. Valamint egykori felesége szerint nem igaz az állítása, mely szerint foglalkozott a lánnyal és tudományos szemmel vizsgálta volna őt. Később viszont e tapasztalata győzte meg Ralph Tylert, hogy alkalmas az Ortogenikus Iskola vezető beosztására.
Az Ortogenikus Iskolában kezelt és dolgozó személyek közül többen is azt állítják, hogy verbális és fizikai agressziót is alkalmazott Bettelheim – ennek hátterében szerintük a fogságban töltött időszakot állhatott. Mindezek mellett elengedhetetlen megjegyezni, hogy Bettelheim feltehetően egy mélyen traumatizált személyiség lehetett, akit erősen hajtott az önérvényesítési vágy. Lényének agresszív vonásait nem lehet függetleníteni az átélt traumáktól, valamint azoktól a szorongásoktól, melyeket a zsidó identitás problémái, a társadalmi, valamint a családi korlátok generáltak.

## Kötetei (válogatás)

### Magyarul
- A mese bűvölete és a bontakozó gyermeki lélek (The uses of enchantment); ford. Kúnos László; Gondolat, Budapest, 1985; 7. kiad. Corvina, Budapest, 2008
- A végső határ. Tanulmányok; utószó Almási Miklós, ford. Szilassy Zoltán; Európa, Budapest, 1988 (Modern könyvtár)
- Az elég jó szülő. Könyv a gyermeknevelésről; ford. Rakovszky Zsuzsa; Gondolat, Budapest, 1994

### Angolul
- Love Is Not Enough: The Treatment of Emotionally Disturbed Children (1950)
- Symbolic Wounds; Puberty Rites and the Envious Male (1954)
- Truants From Life; The Rehabilitation of Emotionally Disturbed Children (1955)
- The Informed Heart: Autonomy in a Mass Age (1960)
- Dialogues with Mothers (1962)
- The Empty Fortress: Infantile Autism and the Birth of the Self (1967)
- The Children of the Dream (1969)
- A Home for the Heart (1974)
- The Uses of Enchantment: The Meaning and Importance of Fairy Tales (1976) – A mese bűvölete és a bontakozó gyermeki lélek (1985)
- Surviving and Other Essays (1979)
- On Learning to Read: The Child's Fascination with Meaning (1982)
- Freud and Man's Soul (1982)
- A Good Enough Parent: A Book on Child-Rearing (1987) – Az elég jó szülő (1994)
- Freud's Vienna and Other Essays (1990)